# Col Valles
Le col Valles (en italien passo Valles ou passo di Valles) est situé dans les Dolomites (Alpes italiennes), à la frontière entre la province de Belluno en Vénétie et celle de Trente dans le Trentin-Haut-Adige. Il relie la vallée du Biois à celle de l'Avisio, constituant ainsi un point frontière à 2 031 mètres d'altitude entre les municipalités de Falcade du côté est et de Primiero San Martino di Castrozza du côté ouest.

## Géographie

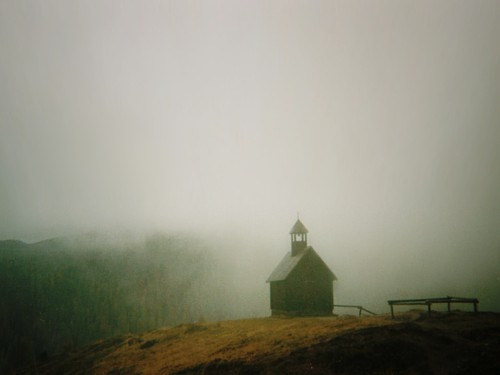
L'église située au col dans le brouillard.

Situé à la frontière entre les régions italiennes du Trentin-Haut-Adige et de la Vénétie, le col Valles est situé sur la SP 81.
Il constitue le point de départ ou d'arrivée d'excursions en montagne, notamment dans le nord du massif des Pale.
L'église du col est celle qui était autrefois présente au cimetière militaire de Paneveggio (hameau de Predazzo). Démontée après la guerre, elle a été reconstruite en 1948 à l'endroit où elle se trouve aujourd'hui.

## Cyclisme
Le col est escaladé à plusieurs reprises dans le Giro d'Italia, souvent avec le passo Rolle et le col de San Pellegrino situés à proximité. La première ascension par le Tour d'Italie remonte à 1963. Dans l'édition 1978, le col Valles est Cima Coppi, après l'annulation du transit sur le col Pordoi en raison du mauvais temps. À cette occasion, Gianbattista Baronchelli franchit le sommet en premier.
Voici les différents passages du Giro au col :
| Année | Étape                               | Premier au col           | Ascension depuis               |
| ----- | ----------------------------------- | ------------------------ | ------------------------------ |
| 1963  | 19e : Belluno > Moena               | Vito Taccone             | Trentin (passo Rolle)          |
| 1971  | 18e : Lienz > Falcade               | Felice Gimondi           | Trentin (Predazzo)             |
| 1973  | 19e : Andalo > Auronzo di Cadore    | José Manuel Fuente       | Trentin (Predazzo)             |
| 1974  | 21e : Misurina > Bassano del Grappa | Gonzalo Aja              | Vénétie (Falcade)              |
| 1978  | 15e : Trévise > Canazei             | Gianbattista Baronchelli | Trentin (passo Rolle)          |
| 1987  | 17e : Canazei > Riva del Garda      | Robert Forest            | Vénétie (passo San Pellegrino) |
| 2003  | 14e : Marostica > Alpe di Pampeago  | Freddy González          | Trentin (passo Rolle)          |